# UBM Technology Group
UBM Technology Group è stata una società multimediale business-to-business che forniva informazioni e servizi di marketing integrati ai professionisti della tecnologia in tutto il mondo. Ha offerto servizi di marketing e inserzionisti come stampa, newsletter, siti Web personalizzati ed eventi. I suoi prodotti e servizi includevano giornali, riviste, prodotti Internet, ricerca, istruzione e formazione, fiere e conferenze, servizi di marketing diretto ed editoria personalizzata.
Fondata a San Francisco, California, UBM Technology Group era parte di UBM, un organizzatore di eventi globale business-to-business (B2B) poi acquisito da Informa e poi assorbito da Informa Tech.